# Microcerella muehni
Microcerella muehni är en tvåvingeart som först beskrevs av Blanchard 1939.  Microcerella muehni ingår i släktet Microcerella och familjen köttflugor. Inga underarter finns listade i Catalogue of Life.